# Campo Erê
Campo Erê is een gemeente in de Braziliaanse deelstaat Santa Catarina. De gemeente telt 9.737 inwoners (schatting 2009).

## Aangrenzende gemeenten
De gemeente grenst aan Anchieta, Palma Sola, Romelândia, Saltinho, Santa Terezinha do Progresso, São Bernardino, São Lourenço do Oeste, Marmeleiro (PR) en Renascença (PR).